# Jorge Hirsch
Pour les articles homonymes, voir Hirsch.
Jorge E. Hirsch (né en 1953) est un professeur de physique (doctorat, université de Chicago, 1980) enseignant-chercheur à l'université de Californie à San Diego, aux États-Unis.
Il est devenu célèbre internationalement en 2005-2006 par ses avertissements contre le risque croissant d'une guerre nucléaire à cause de la politique nucléaire américaine qu'il qualifie d'inutilement agressive.
Il est également connu pour avoir développé l'indice h en 2005, un indice permettant de quantifier la productivité d'un scientifique en termes de publications.